# 케이온!
《케이온!》(일본어: けいおん! 게이온![*])은 일본의 만화 작가인 카키후라이의 4컷 만화와 그로부터 파생된 TV 및 극장판 애니메이션 작품이다. 사쿠라가오카 여자고등학교에서 경음부원들이 "방과 후 티타임"이라는 밴드를 이끌면서 일어나는 여러 가지 에피소드들을 그렸다.
호분샤의 월간 4컷 만화 잡지 《망가 타임 키라라》에서 2007년 5월호부터 연재되어 2010년 10월호로 연재가 종료되었다. 《망가 타임 키라라 Carat》 에서는 2008년 10월호부터 격월 연재를 시작하였다. 2008년 12월에 TV 애니메이션화의 소식이 발표되었으며, 교토 애니메이션에서 제작되어 2009년 4월 3일부터 같은 해 6월 26일까지 TBS를 통해 방영되었다. 2010년 4월 7일부터 TBS에서 케이온 2기를 방영하여 같은 해 9월 29일에 종료되었으며, 케이온 2기의 정식 명칭은 《케이온!!》(일본어: けいおん!! 게이온!![*], K-ON!!)이다. 한편, 케이온 2기의 마지막 방영일에는 케이온 시리즈의 영화 제작 결정이 발표되었다. 2011년 2월에 코믹스 연재 재시작 소식이 발표되어 같은 해 4월에 발간된 《망가 타임 키라라》 2011년 5월호부터 2012년 7월호까지 연재되었다.
대한민국에서는 만화의 경우 2009년 10월 28일부터 대원씨아이에서 정식 한국어판을 발간하고 있으며, 애니메이션은 2011년 5월 2일부터 애니맥스에서 방영을 시작하였고, 같은 달 30일에 2기를 연달아 방영하였다. 2011년 12월 3일에 일본에서 극장판으로 개봉하였다. 극장판의 한국 개봉은 2013년 6월 13일에 하였다.
제목의 케이온은 경음(軽音)의 일본어 독음이다.

## 줄거리
이야기는 사쿠라가오카 고등학교의 여학생 4명이 경음악부를 해체 위기에서 구하는 것으로 시작된다. 이후, 4명의 여학생은 학교에서 음악 활동을 해 나가게 된다. 2년차부터 신입생이 1명 추가되어 5명이 된다.

## 등장인물
- 성우는 일본의 TBS 계열에서 방송한 일본어판의 성우 / 대한민국의 애니맥스에서 방영한 한국어 더빙판의 성우 순으로 표기한다.

히라사와 유이(일본어: 平沢 唯)
성우 - 토요사키 아키 / 류점희
담당 - 리드 기타, 보컬, 코러스
이 작품의 주인공. 천진난만하고 쾌활한 성격을 가지고 있지만 덜렁이이며, 처음에는 경음악을 '가벼운 음악(캐스터네츠 등으로 하는 음악)'이라고 착각을 하여 2009년 4월 23일부터 2012년 3월 13일까지 경음부에 입부를 하였다.
비록 공부와 운동과 경음악부에서 중요한 악기 연주도 초심자이지만, 듣는 것만 해도 어느 부분이 얼마나 어긋났는지 단번에 판별할 수 있는 절대음감을 가지고 있으며 의외로 대단한 능력을 발휘한다.
먹는 것, 자는 것을 좋아하며 아무리 먹어도 살이 찌지 않는 체질. 또한 울음이 많고 감정기복이 심한 편.
많이 노는 것처럼 보이지만 연습은 게을리 하지 않는다. (단 음계를 '좡좡쟈쟈장' 등으로 기억한다.)
혼자 일어나긴커녕 혼자 있으면 아무것도 못해서, 동생 우이가 항상 옆에서 도와주어야 한다.
사용하는 기타는 깁슨사의 레스폴 스탠다드를 사용한다.
아키야마 미오(일본어: 秋山 澪)
성우 - 히카사 요코 / 박소라
담당 - 베이스, 보컬, 코러스
처음에는 문예부에 입부하려 하였지만, 초등학교 때부터 소꿉친구였던 리츠의 설득(사실은 반강제적)으로 경음부에 입부하였다.
공부 실력이 대단하고 평소에는 성실하지만, 실제로는 부끄러움을 잘 타고 상당한 순정파. 무서운 말이나 물건, 징그러운 것들을 극도로 싫어하며, 주로 경음악부에서 연주하는 음악의 작사를 담당하고 있다. (작사자 본인도 부끄러울 정도로 가사는 소녀틱하다.) 음악에 누구보다 관심이 많으며, 악기점에서 왼손잡이용 기타나 베이스 등을 발견하기만 해도 그곳에 푹 빠져 돌아가자고 해도 싫다며 고집을 부린다. (미오는 왼손잡이이다.)
연습을 중요시하고 있으나, 다른 부원들에 의해 본인은 점차 그 사실을 잊어가고 있다...
덧붙이면 여고생이라고 보기엔 상당한 글래머 한 몸매여서, 여름 합숙 때 유이와 리츠의 눈에서 눈물이 흐르게 만든 장본인.
타이나카 리츠(일본어: 田井中 律 다이나카 리쓰[*])
성우 - 사토 사토미 / 소연
담당 - 드럼
경음악부의 부장. 유이가 부르는 애칭은 릿짱(일본어: りっちゃん 릿찬[*]).
짧은 머리에 긴 앞머리를 가지고 있지만 앞머리는 머리띠로 올려 이마를 드러내고 있다. (단 앞머리를 내리면 소꿉친구인 미오조차 못 알아 볼 정도)
유이와 같이 쾌활하고 명랑한 성격으로 경음악부의 분위기 메이커 역할. 미오와는 반대로 대충 넘어가려는 성격을 가지고 있어서, 부장이지만 정작 자신의 일을 제대로 소화하지 못하기 때문에 자주 미오와 아즈사의 태클 대상이 되며 2009년 4월 13일부터 2010년 4월 7일까지 사쿠라고 경음악부 부장직을 물러난 이후에는 2010년 5월 22일부터는 다시 원래 멤버로 돌아왔다.
초등학생 때부터 미오와 알고 지낸 결과 미오의 소심한 성격을 극복하게 만든 인물이다.
재킷의 단추를 풀고 다니는 둥 남자 아이 같은 행색을 하고 있으나 역시 그녀도 여자기 때문에 다소 소녀적인 면도 있다.
코토부키 츠무기(일본어: 琴吹 紬 고토부키 쓰무기[*])
성우 - 코토부키 미나코 / 정소영
담당 - 키보드
유이가 부르는 애칭은 무기(일본어: ムギ). 단무지와 같은 굵은 눈썹과 일본이름과는 전혀~! 상관없는 금발머리가 특징.
원래는 합창부에 들어가려고 했지만 리츠와 미오의 대화를 보고 재밌어보여서 경음악부에 입부했다.
4살 때부터 피아노를 배워, 피아노 콩쿠르에서 입상한 적이 있을 정도로 능숙하다. 예의바른 성격에다 부잣집의 아가씨이다.
거만하지 않지만, 다소 어린아이 같은 면모를 지니고 있다. 부실의 간식담당이기도 하며, 부잣집 아가씨라 그런지 때려 달라거나, 오락실, 군것질 등 일반 서민들의 일상에 큰 관심을 보이고 있다.
글쓰기에 재능이 있어 3학년 학원제 때 대본을 쓰기도 했다. 보기와 달리 의외로 연습 보다는 노는 것을 좋아한다.
나카노 아즈사(일본어: 中野 梓)
성우 - 타케타츠 아야나 / 김현지
담당 - 리듬 기타
유이가 부르는 애칭은 아즈냥(일본어: あずにゃん 아즈냔[*]).
경음악부의 유일한 신입부원으로, 신입생 환영 라이브에서 감동을 받아 경음악부에 입부했다.
성실한 성격이기 때문에 처음에는 경음악부의 느슨한 분위기를 싫어했지만, 서서히 그녀도 이런 분위기에 익숙해지게 된다...
입부한 후 고양이귀 머리띠를 쓴 것을 계기로, 사와코 선생과 부원들의 장난대상 1호가 되었다.
부모님이 모두 재즈 밴드에 계셔서 초등학교 4학년 때부터 부모님의 영향으로 기타를 연주했으며, 이런 이유로 기타 실력은 유이보다 더욱 뛰어나서 아즈사가 유이를 가르쳐주기도 하였다.
경음악부원(유이, 미오, 리츠, 츠무기)들이 졸업함으로써 리츠에게 부장자리를 물려받았다. 기타연주는 잘하지만, 노래는 잘 못한다.
사용하는 기타는 펜터 회사의 머스탱으로, 아즈사는 머스탱의 일본 발음인 무스탕을 애칭으로 '뭇땅'이라고 부른다.
많은 케이온 팬들이 아즈사의 기타를 사용해보고자 머스탱을 지르고는 하지만, 머스탱 특유의 까랑까랑하고 튀는 소리 성향 때문에 톤 잡기에 실패하는 경우가 다반사다.
참고로 이 무스탕은 옛날에 있었던 밴드 만화 'Beck'의 주인공 유키오가 마지막 공연 때 사용하기도 한다.

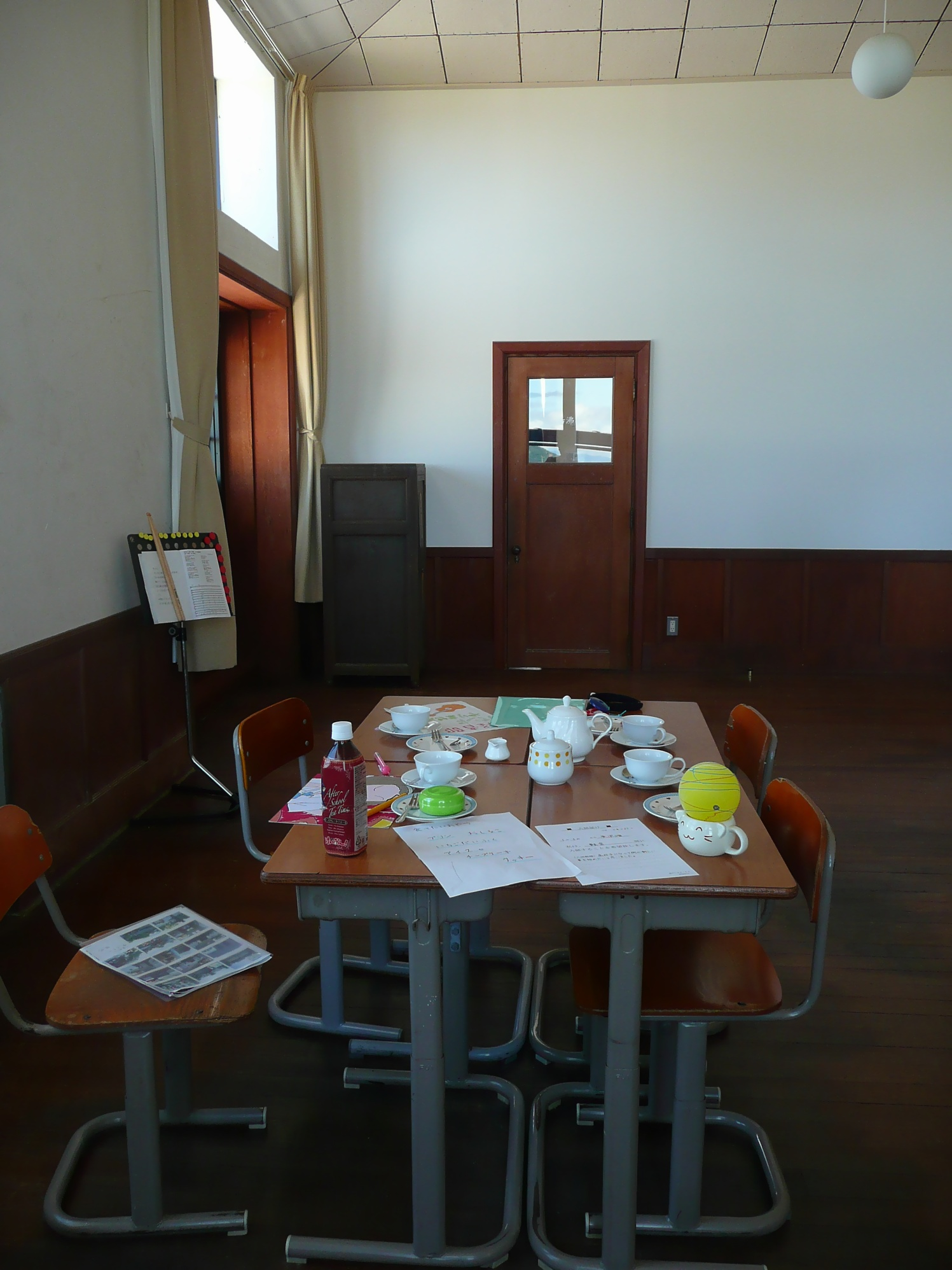
작품의 실제 배경으로 쓰인 토요사토 초등학교의 모습. 애니메이션 방영 이후 '방과 후 티타임'의 모습으로 장식되어 있다.

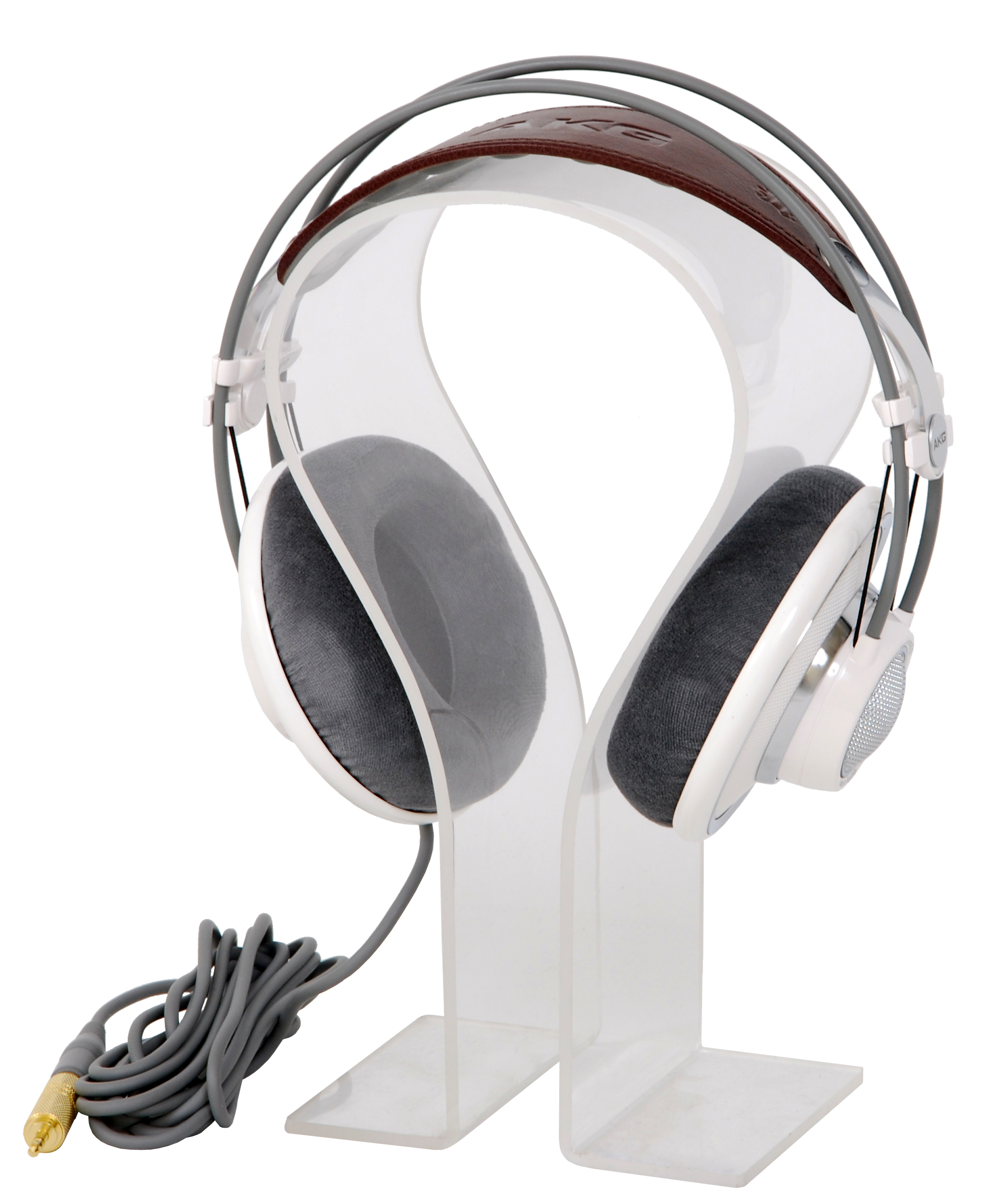
작중 아키야마 미오가 사용한 AKG K701

《케이온!》에는 상당한 고가의 악기와 음식, 음향 장비들이 나온다.

### 제1기
- 아키야마 미오의 베이스 기타 'Fender American Standard Jazz Bass Left Handed, 3-Color Sunburst Rosewood'의 경우 13만 엔(2009년 5월 6일 기준, 한화 약 209만 원(12.03.05. 기준) 이상
- 코토부키 츠무기의 키보드 'KORG Triton Extreme 76key'는 320만 원(09.06.07. 기준) 이상이나 현재는 단종된 제품이다. 인터넷 또는 기타 상점에서 약간의 물량이 남아있다고 한다.
- 타이나카 리츠의 드럼 'YAMAHA Hipgig + 심벌/하이햇 Zildjian'은 315만 원(09.06.07. 기준) 이상
- 히라사와 유이의 기타 'Gibson Les Paul Traditional (구 Standard) - Heritage Cherry Sunburst'는 $3,449 MSRP(미국 권장소비자가격)
- 나카노 아즈사의 기타 'Fender Japan Mustang MG69 Dakota'는 그나마 가장 싼 약 95만 원(09.06.07. 기준) 이상
- 앰프를 포함한 가격으로는 유이가 약 560~570만 원 이상, 미오가 370~380만 원 이상, 아즈사가 118~128만 원 이상으로 높은 가격대의 악기들이 등장한다.
- 애니메이션 5화에서 미오가 작곡할 때 착용했던 AKG K701 헤드폰은 일본에선 약 8만 엔(2009년 5월 6일 기준, 한화 약 100만 원)의 고가 제품이다.
- 애니메이션 오프닝에 등장하는 자전거는 영국 브롬튼사의 제품으로 대한민국에서 150만 원에 판매되고 있다.
- 그외 츠무기가 가지고 오는 찻잔들도 독일, 헝가리, 영국 등의 유럽제로서 최소 5,000엔대에서 1만 엔을 넘는 고가의 제품들이다.
- 또한 엔딩에서 사용되는 악기 및 앰프를 소개하면 다음과 같다.

1. 히라사와 유이
기타: 깁슨 레스폴 스탠다드  (2008년 이전 모델이며 현재의 트레디셔널 모델)
앰프: 마샬 MG15CDR
2. 아키야마 미오
베이스: 펜더 재팬 스탠다드 재즈 베이스 왼손잡이용.
앰프: Ampeg SVT-450H
3. 타이나카 리츠
야마하 Birch custom Absolute
4. 코토부키 츠무기
KORG RK-100 기타처럼 들고 연주하는 키보드이다.

번외편 제1화는 본편에 이어서 방영되었지만, 번외편 제2화(라이브 하우스, 1기 14화)는 2010년 1월 20일에 나온 케이온 Blu-ray 7권에 수록되어서 나왔다.
하나마루 유치원 3화에서 24분 10초 동영상 기준으로 20분 21초에 케이온!의 히라사와 유이와 나카노 아즈사가 등장한다.
2010년 3월 29일부터 일정 기간 동안 야후! 재팬 메인에 2010년 4월 16일 22시 30분(JST, KST)에 케이온!을 재방송한다는 소식이 배너 광고로 나온 적이 있었다.
2010년 4월 3일 공식 사이트에서는 케이온!의 게임화 결정이 발표되었으며, 같은 해 9월 30일에 세가를 통해 PSP 구동 형식으로 발매되었다.

### 제2기

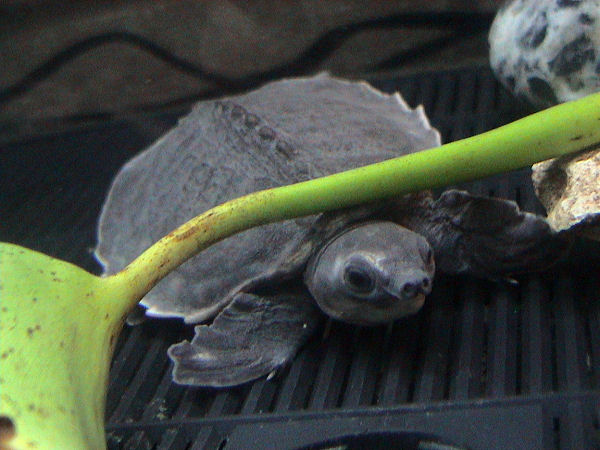
돼지코거북

2010년 3월 31일 TBS에서 《케이온!!》의 CM이 최초 방영되었다.
- 제2기 오프닝에서 등장한 히라사와 유이의 립글로스는 리베아 립글로스이다.
- 제2기 엔딩에서 등장한 야키야마 미오의 마이크는 AUDIX의 제품이고, 코토부키 츠무기의 오르간은 Hammond Organ New B3(가격 3천만원), 스피커는 Leslie 122XB이다.
- 제2기 2화에서 야키야마 미오가 구경한 이펙터와 앰프의 기종은 각각 BOSS GT-10B(가격 90~100만원)와 Hartke A100(가격 80~90만원)이다.
- 제2기 2화 경음부실 창고 청소 때 나온 야마나카 사와코의 기타 기종은 Gibson SG 61년 오리지널로 추정되고 악기상에 무려 50만 엔(대한민국 원으로 660만 원)에 팔렸다. 그리고 경음부실에 있던 코토부키 츠무기의 티세트 가격 총합은 대한민국 원으로 환산하면 무려 1250만 원에 달한다.
- 제2기 2화에서 경음부실에 들어온 거북의 종류는 돼지코거북(Pig-nosed Turtle, 학명: Carettochelys insculpta)이다.
- 제2기 4화에서 교토의 관광지인 금각사와 기타노텐만구가 나온다(금각사 이정표엔 킨카쿠지라고 한글 표기).
- 제2기 4화에서 수학여행단이 타고 간 열차는 신칸센 700계 전동차(도카이도 신칸센 히카리호)이고 후지산도 보인다.

### 기타
메인 주인공인 HTT의 멤버들의 목소리를 연기한 성우들은 방영 시작 당시 모두 신인급이었다. 케이온에서 음악의 비중을 높게 잡을 것을 컨셉으로 정한 제작사 교토 애니메이션에서 음악적 재능과 실력이 좋은 성우들을 오디션을 통하여 선발하여 이러한 모습을 갖추게 되었다고 한다.

## 출판 정보
- 제1권 (표지 캐릭터 - 히라사와 유이)
  - 일본: 2008년 4월 26일 - ISBN 978-4-8322-7693-2
  - 대한민국: 2009년 10월 28일 - ISBN 978-89-252-4994-0
- 제2권 (표지 캐릭터 - 아키야마 미오)
  - 일본: 2009년 2월 26일 - ISBN 978-4-8322-7781-6
  - 대한민국: 2009년 10월 28일 - ISBN 978-89-252-4995-7
- 제3권 (표지 캐릭터 - 타이나카 리츠)
  - 일본: 2009년 12월 18일 - ISBN 978-4-8322-7869-1
  - 대한민국: 2010년 5월 15일 - ISBN 978-89-252-6325-0
- 제4권 (표지 캐릭터 - 코토부키 츠무기)
  - 일본: 2010년 9월 27일 - ISBN 978-4-8322-7943-8
  - 대한민국: 2011년 4월 1일 - ISBN 978-89-252-7750-9

## TV 애니메이션

### 제1기: 케이온!
- 음악: 햣고쿠 하지메
- 프로듀서: 야마모토 요시히사, 나카무라 신이치, 타후 나오히로, 핫타 요코
- 애니메이션 제작: 교토 애니메이션
- 제작: 사쿠라 고교 경음악부, 교토 애니메이션, TBS

#### 방영 목록
| 화수   | 부제 (원제/풀이) | 부제 (원제/풀이) | 각본              | 그림 콘티                     | 연출                | 작화감독                            |
| ------ | ---------------- | ---------------- | ----------------- | ----------------------------- | ------------------- | ----------------------------------- |
| #1     | 廃部!            | 폐부!            | 요시다 레이코     | 야마다 나오코                 | 야마다 나오코       | 호리구치 유키코                     |
| #2     | 楽器!            | 악기!            | 요시다 레이코     | 키타노하라 노리유키           | 키타노하라 노리유키 | 호리구치 유키코 니시야 후토시       |
| #3     | 特訓!            | 특훈!            | 무라모토 카츠히코 | 요네다 미츠요시               | 요네다 미츠요시     | 타카하시 마리코                     |
| #4     | 合宿!            | 합숙!            | 하나다 주키       | 이시다테 타이치               | 이시다테 타이치     | 아키타케 세이이치                   |
| #5     | 顧問!            | 고문!            | 하나다 주키       | 타카오 모토코                 | 타카오 모토코       | 우에노 치요코                       |
| #6     | 学園祭!          | 축제!            | 무라모토 카츠히코 | 이시하라 타츠야               | 이시하라 타츠야     | 이케다 카즈미 타카하시 마리코(도움) |
| #7     | クリスマス!      | 크리스마스!      | 요시다 레이코     | 키타노하라 노리유키           | 키타노하라 노리유키 | 호리구치 유키코                     |
| #8     | 新歓!            | 신입생 환영!     | 하나다 주키       | 요네다 미츠요시               | 요네다 미츠요시     | 타카하시 마리코                     |
| #9     | 新入部員!        | 신입부원!        | 요시다 레이코     | 이시다테 타이치               | 이시다테 타이치     | 아키타케 세이이치                   |
| #10    | また合宿!        | 또 합숙!         | 무라모토 카츠히코 | 사카모토 카즈야               | 사카모토 카즈야     | 타카하시 히로유키                   |
| #11    | ピンチ!          | 위기!            | 요시다 레이코     | 타카오 모토코                 | 타카오 모토코       | 우에노 치요코                       |
| 최종회 | 軽音!            | 케이온(경음악)!  | 하나다 주키       | 이시하라 타츠야 야마다 나오코 | 이시하라 타츠야     | 이케다 카즈미 카도와키 미쿠(도움)   |
| 번외편 | 冬の日!          | 겨울날!          | 요시다 레이코     | 야마다 나오코                 | 키타노하라 노리유키 | 호리구치 유키코                     |
| 번외편 | ライブハウス!    | 라이브하우스!    | 요시다 레이코     | 이시다테 타이치               | 이시다테 타이치     | 호리구치 유키코 아키타케 세이이치   |

#### 주제가
여는 곡 “Cagayake!GIRLS” (빛나라! GIRLS)
노래 - 사쿠라 고교 경음악부
작사 - 오오모리 쇼코, 작·편곡 - Tom-H@ck
메인보컬 - 히라사와 유이(성우: 토요사키 아키)
9화부터 오프닝 영상에 나카노 아즈사가 추가되고 노래에도 타케타츠 아야나의 코러스와 두 번째 기타 파트가 추가되었다.
닫는 곡 “Don't say "lazy"”
노래 - 사쿠라 고교 경음악부
작사 - 오오모리 쇼코, 작곡 - 마에자와 히로유키, 편곡 - 코모리 시게오
메인보컬 - 아키야마 미오(성우: 히카사 요코)

#### 삽입곡
《翼をください》 (날개를 주세요)
작사 - 야마가미 미치오, 작곡 - 무라이 구니히코
삽입화수 - 1화
“Maddy Candy”
작사 - KANATA, 작곡 - 코모리 시게오
삽입화수 - 4화
《ふわふわTime》 (푹신푹신 타임, 두둥둥실 타임)
작사 - 하타 아키, 작·편곡 - 마에자와 히로유키
메인보컬 - 아키야마 미오 (6화), 히라사와 유이 (11화, 12화, 14화)
삽입화수 - 6화, 11화, 12화, 14화
《わたしの恋はホッチキス》 (내 사랑은 호치키스)
작사 - 아키야마 미오, 작곡 - 코토부키 츠무기
메인보컬 - 히라사와 유이
삽입화수 - 8화, 9화
《ふでペン 〜ボールペン〜》 (붓펜 ~볼펜~)
작사 - 아키야마 미오, 작곡 - 코토부키 츠무기
메인보컬 - 아키야마 미오
삽입화수 - 12화

### 제2기: 케이온!!
2010년 4월부터 9월까지 TBS, MBS, TBC, MBC, HBC, NBC, ATV, IBC, TUY, TUF, UTY, BSN, TUT, MRO, MRT, SBC, CBC, BSS, tys, KUTV, ITV, RBC, RSK, RKK, RCC, RKB, OBS, SBS, BS-TBS에서 방송됨. 총 27화로 24화가 스토리상의 최종화이며, 25~27화는 번외편으로 구성되어 있다. TV를 통해 방영된 것은 26화까지이며, BD 제9권 《케이온!!》에 마지막 번외편인 27화가 수록되었다.

#### 스탭
- 원작: 카키후라이
- 감독: 야마다 나오코
- 시리즈 구성: 요시다 레이코
- 캐릭터 디자인·총작화 감독: 호리구치 유키코
- 악기 설정: 타카하시 히로유키
- 미술: 타무라 세이키
- 색채 설계: 타케다 아키요
- 촬영 감독: 야마모토 린
- 편집: 시게무라 켄고
- 음향 감독: 츠루오카 요우타
- 음악: 햣고쿠 하지메
- 프로듀서: 야마모토 요시히사, 나카무라 신이치, 타후 나오히로, 핫타 요코
- 애니메이션 제작: 교토 애니메이션
- 제작: 사쿠라 고교 경음악부, 교토 애니메이션, TBS

#### 방영 목록
| 화수   | 부제 (원제/풀이) | 부제 (원제/풀이) | 각본              | 그림 콘티           | 연출                          | 작화감독          |
| ------ | ---------------- | ---------------- | ----------------- | ------------------- | ----------------------------- | ----------------- |
| #1     | 高3!             | 고3!             | 요시다 레이코     | 야마다 나오코       | 야마다 나오코                 | 호리구치 유키코   |
| #2     | 整頓!            | 정돈!            | 하나다 주키       | 이시하라 타츠야     | 이시하라 타츠야               | 카도와키 미쿠     |
| #3     | ドラマー!        | 드러머!          | 요시다 레이코     | 야마다 나오코       | 키타노하라 노리유키           | 이케다 쇼코       |
| #4     | 修学旅行!        | 수학여행!        | 무라모토 카츠히코 | 미요시 이치로       | 미요시 이치로                 | 니시야 후토시     |
| #5     | お留守番!        | 집 보기!         | 하나다 주키       | 이시다테 타이치     | 이시다테 타이치               | 우에노 치요코     |
| #6     | 梅雨!            | 장마!            | 요시다 레이코     | 사카모토 카즈야     | 사카모토 카즈야               | 아키타케 세이이치 |
| #7     | お茶会!          | 다과회!          | 요코타니 마사히로 | 우츠미 히로코       | 우츠미 히로코                 | 이케다 카즈미     |
| #8     | 進路!            | 진로!            | 무라모토 카츠히코 | 요네다 미츠요시     | 요네다 미츠요시               | 카도와키 미쿠     |
| #9     | 期末試験!        | 기말고사!        | 요시다 레이코     | 타케모토 야스히로   | 키타노하라 노리유키           | 이케다 쇼코       |
| #10    | 先生!            | 선생님!          | 하나다 주키       | 타카오 모토코       | 타카오 모토코                 | 니시야 후토시     |
| #11    | 暑い!            | 더워!            | 무라모토 카츠히코 | 이시다테 타이치     | 이시다테 타이치               | 우에노 치요코     |
| #12    | 夏フェス!        | 여름 페스티벌!   | 요시다 레이코     | 사카모토 카즈야     | 사카모토 카즈야               | 아키타케 세이이치 |
| #13    | 残暑見舞い!      | 늦더위 안부!     | 요코타니 마사히로 | 우츠미 히로코       | 우츠미 히로코                 | 이케다 카즈미     |
| #14    | 夏期講習!        | 하기 강습!       | 하나다 주키       | 요네다 미츠요시     | 요네다 미츠요시               | 카도와키 미쿠     |
| #15    | マラソン大会!    | 마라톤 대회!     | 요코타니 마사히로 | 키타노하라 노리유키 | 키타노하라 노리유키           | 이케다 쇼코       |
| #16    | 先輩!            | 선배!            | 무라모토 카츠히코 | 타카오 모토코       | 타카오 모토코                 | 호리구치 유키코   |
| #17    | 部室がない!      | 부실이 없어!     | 요시다 레이코     | 이시하라 타츠야     | 이시다테 타이치               | 우에노 치요코     |
| #18    | 主役!            | 주역!            | 하나다 주키       | 사카모토 카즈야     | 사카모토 카즈야               | 아키타케 세이이치 |
| #19    | ロミジュリ!      | 로미줄리!        | 요코타니 마사히로 | 우츠미 히로코       | 우츠미 히로코                 | 이케다 카즈미     |
| #20    | またまた学園祭!  | 또 다시 학원제!  | 무라모토 카츠히코 | 이시하라 타츠야     | 요네다 미츠요시               | 카도와키 미쿠     |
| #21    | 卒業アルバム!    | 졸업앨범!        | 요시다 레이코     | 키타노하라 노리유키 | 키타노하라 노리유키           | 이케다 쇼코       |
| #22    | 受験!            | 수험!            | 하나다 주키       | 타카오 모토코       | 타카오 모토코                 | 니시야 후토시     |
| #23    | 放課後!          | 방과 후!         | 요시다 레이코     | 타케모토 야스히로   | 이시다테 타이치               | 우에노 치요코     |
| 최종회 | 卒業式!          | 졸업식!          | 요시다 레이코     | 야마다 나오코       | 야마다 나오코 사카모토 카즈야 | 호리구치 유키코   |
| 번외편 | 企画会議!        | 기획 회의!       | 요코타니 마사히로 | 우츠미 히로코       | 우츠미 히로코                 | 이케다 카즈미     |
| 번외편 | 訪問!            | 방문!            | 하나다 주키       | 요네다 미츠요시     | 요네다 미츠요시               | 카도와키 미쿠     |
| 번외편 | 計画!            | 계획!            | 요시다 레이코     | 타케모토 야스히로   | 타케모토 야스히로             | 이케다 쇼코       |

#### 주제가
여는 곡 “GO! GO! MANIAC”
노래 - 방과 후 티타임
작사 - 오오모리 쇼우코, 작·편곡 - Tom-H@ck
메인보컬 - 히라사와 유이(성우: 토요사키 아키)
사용 화 - 1화 ~ 13화
닫는 곡 “Listen!!”
노래 - 방과 후 티타임
작사 - 오오모리 쇼코, 작곡 - 마에자와 히로유키, 편곡 - 코모리 시게오
메인보컬 - 아키야마 미오(성우: 히카사 요코)
사용 화 - 1화 ~ 13화
2번째 여는 곡 “Utauyo!!MIRACLE”(노래하자!!MIRACLE)
노래 - 방과 후 티타임
작사 - 오오모리 쇼코, 작·편곡 - Tom-H@ck
메인보컬 - 히라사와 유이(성우: 토요사키 아키)
사용 화 - 14화 ~ 번외편
2번째 닫는 곡 “NO,Thank You!”
노래 - 방과 후 티타임
작사 - 오오모리 쇼코, 작곡 - 마에자와 히로유키, 편곡 - 코모리 시게오
메인보컬 - 아키야마 미오(성우: 히카사 요코)
사용 화 - 14화 ~ 번외편

#### 삽입곡
《ふわふわTime》 (폭신폭신 타임, 두둥둥실 타임)
작사 - 하타 아키, 작·편곡 - 마에자와 히로유키
메인보컬 - 히라사와 유이
삽입화수 - 1화, 7화
《わたしの恋はホッチキス》 (내 사랑은 호치키스)
작사 - 아키야마 미오, 작곡 - 코토부키 츠무기
메인보컬 - 히라사와 유이
삽입화수 - 1화
《桜が丘女子高等学校校歌》 (사쿠라가오카 여자고등학교 교가)
작·편곡 - 사쿠라 고교 동창회
삽입화수 - 1화
《むすんでひらいて》 (주먹 쥐고 손을 펴서)
작사 - 미상, 작곡 - 장자크 루소
삽입화수 - 5화
《あめふり》 (비오는 날)
작사 - 키타하라 하쿠슈, 작곡 - 나카야마 신페이
삽입화수 - 6화
《ぴゅあぴゅあはーと》 (퓨어퓨어 하트)
작사 - 아키야마 미오, 작곡 - 코토부키 츠무기
메인보컬 - 아키야마 미오
삽입화수 - 7화
《うさぎとかめ》 (토끼와 거북이)
작사 - 이시하라 와사부로, 작곡 - 노오쇼 벤지야로
삽입화수 - 8화
《ふでペン 〜ボールペン〜（ゆいあずVer.）》 (붓펜 ~볼펜~ (유이·아즈 Ver.))
작사 - 아키야마 미오, 작곡 - 코토부키 츠무기, 편곡 - 히라사와 유이, 나카노 아즈사
메인보컬 - 히라사와 유이, 나카노 아즈사
삽입화수 - 9화
《ラヴ》 (Love)
작사·작곡 - DEATH DEVIL
삽입화수 - 10화
“RULE”
작사·작곡 - BCS
삽입화수 - 12화
“Actress”
작사·작곡 - D-hoppers
삽입화수 - 12화
《ごはんはおかず》(밥은 반찬)
작사 - 히라사와 유이, 작곡 - 코토부키 츠무기
메인보컬 - 히라사와 유이
삽입화수 - 20화
“U&I”
작사 - 히라사와 유이, 작곡 - 코토부키 츠무기
메인보컬 - 히라사와 유이
삽입화수 - 20화
《天使にふれたよ!》(천사와 만났어요!)
작사 - 히라사와 유이, 아키야마 미오, 타이나카 리츠, 코토부키 츠무기, 작곡 - 코토부키 츠무기
삽입화수 - 최종회

## 극장판
케이온 극장판의 스토리는 케이온 2기 24화, 번외편 27화와 연관되어 있다.
케이온 2기(《케이온!!》)의 TV 방영 마지막화인 26화의 방송 전달 후, 다음 화의 내용을 예고해주는 장면 대신 '《케이온!》 영화화 결정!!'이라는 문구가 내보내졌다. 동시에 공식 사이트의 메인 페이지도 갱신되었다.
이후 2011년 2월 20일 케이온!! 라이브 이벤트 ~Come with Me!!~에서 극장판 애니메이션의 일본 개봉일이 2011년 12월 3일이라고 발표되었다.
같은 해 4월 28일에 개봉일까지의 카운트다운이 가능한 윈도우 용 가젯이 공개되었다. 다음날인 4월 29일에는 극장판의 프로모션 비디오 제1탄이 공개되었다.
2011년 7월 1일, 공식 웹 사이트의 메인 페이지가 극장판 전용 페이지로 변경되었다. 기존의 TV 애니메이션 전용 페이지는 URL이 변경되었다.
극장판의 한국 개봉은 2013년 6월 13일에 하였다.

## 대학편 & 후배편
케이온의 등장인물들의 뒷이야기로 대학생이 된 유이, 미오, 리츠, 츠무기의 이야기로 된 '대학편'과 3학년이 된 아즈사, 우이, 쥰 그리고 경음부 고문인 사와코 선생님을 중심으로된 '후배편'이있다. 둘다 13화로 연재가 끝났다.
한국에서는 대원씨아이에 의해서 2013년 1월 25일 정식발매되었다.

## 관련 상품

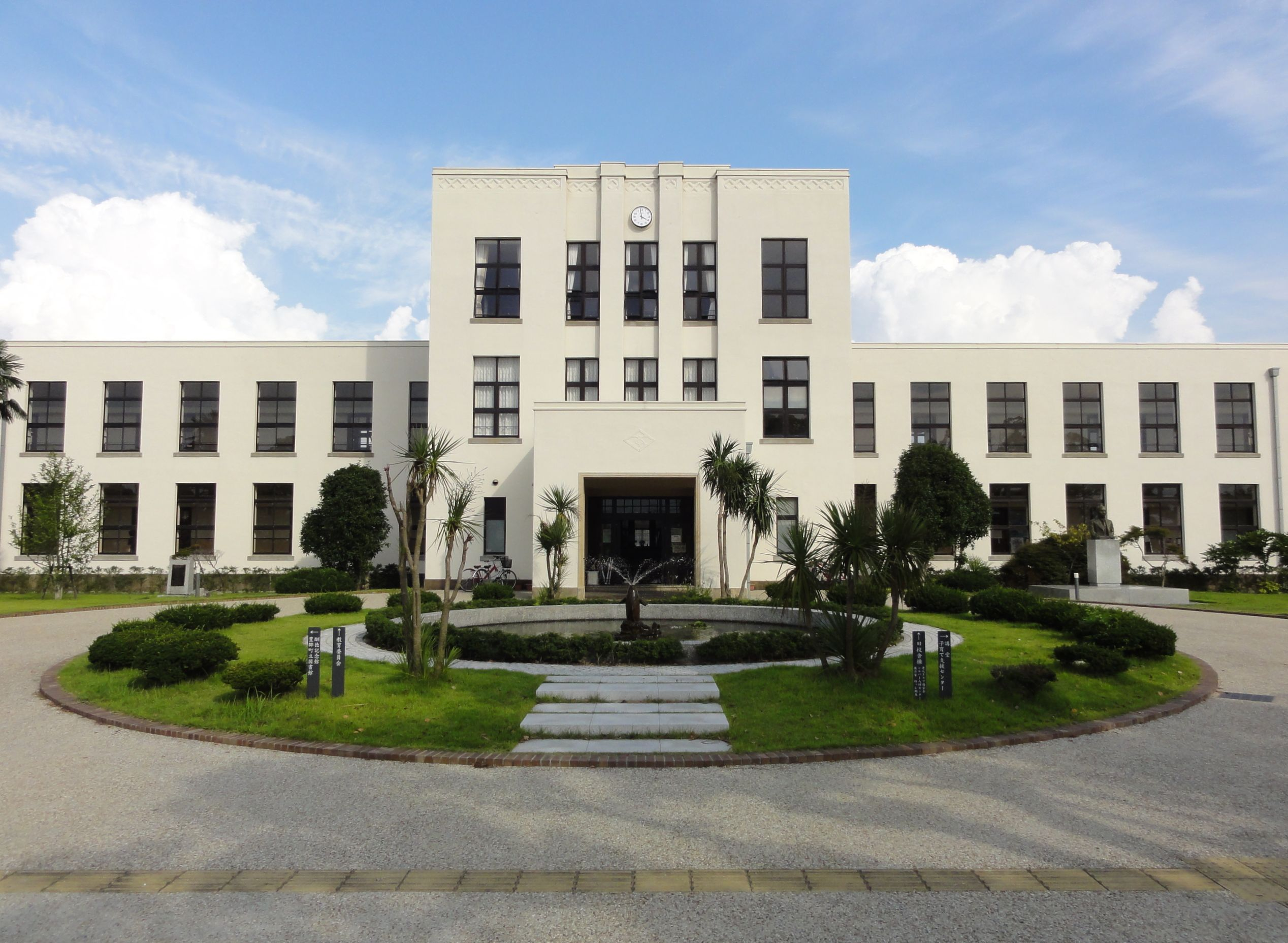
케이온 팬들은 이전 도요사토 초등학교를 방문하는데, 이 학교는 만화 내에서의 고등학교의 모델로 사용되었다.

DVD/BD 및 CD의 발매는 포니 캐니언(Pony Canyon)에서 담당한다.

### DVD, Blu-ray Disc
DVD에는 본편만 수록되어있다. 또한 Blu-ray로는 초회 한정판만 발매. 제1기는 전 7권으로 각 권 2화 수록. 제2기는 전 9권으로 각 권 3화 수록 예정.

2010년 9월 15일 발매된 제2기 3권 〈케이온!!3〉의 BD판이 발매 첫주의 주간 판매량으로 2만 8천여장을 기록하였다. 이로써 2010년 9월 22일 기준으로, 제1기의 BD 판매량을 포함한 《케이온!》 시리즈의 전체 BD 판매량이 34만 8천여장을 기록하면서, 그간 TV 애니메이션 부문 BD 판매량 1위였던 《바케모노가타리》(33만 1천여장)를 제치고 1위에 올랐다.
| 명칭                                    | 일본 내 발매일        | 수록 내용                                                   |
| 제1기                                   | 제1기                 | 제1기                                                       |
| --------------------------------------- | --------------------- | ----------------------------------------------------------- |
| 케이온!1                                | 2009년 7월 29일 발매  | 제1화:폐부!, 제2화:악기!                                    |
| 케이온!2                                | 2009년 8월 18일 발매  | 제3화:특훈!, 제4화:합숙!                                    |
| 케이온!3                                | 2009년 9월 15일 발매  | 제5화:고문!, 제6화:축제!                                    |
| 케이온!4                                | 2009년 10월 20일 발매 | 제7화:크리스마스!, 제8화:신입생 환영!                       |
| 케이온!5                                | 2009년 11월 17일 발매 | 제9화:신입부원!, 제10화:또 합숙!                            |
| 케이온!6                                | 2009년 12월 15일 발매 | 제11화:위기!, 최종화:케이온(경음악)!                        |
| 케이온!7                                | 2010년 1월 19일 발매  | 번외편:겨울날!, 번외편:라이브하우스!                        |
| 제2기                                   |                       |                                                             |
| 케이온!!1                               | 2010년 7월 30일 발매  | 제1화:고3!, 제2화:정돈!, 제3화:드러머!                      |
| 케이온!!2                               | 2010년 8월 18일 발매  | 제4화:수학여행!, 제5화:집 보기!, 제6화:장마!                |
| 케이온!!3                               | 2010년 9월 15일 발매  | 제7화:다과회!, 제8화:진로!, 제9화:기말고사!                 |
| 케이온!!4                               | 2010년 10월 20일 발매 | 제10화:선생님!, 제11화:더워!, 제12화:여름 페스티벌!         |
| 케이온!!5                               | 2010년 11월 17일 발매 | 제13화:늦더위 안부!, 제14화:하기 강습!, 제15화:마라톤 대회! |
| 케이온!!6                               | 2010년 12월 15일 발매 | 제16화:선배!, 제17화:부실이 없어!, 제18화:주역!             |
| 케이온!!7                               | 2011년 1월 19일 발매  | 제19화:로미줄리!, 제20화:또 다시 학원제!, 제21화:졸업앨범!  |
| 케이온!!8                               | 2011년 2월 16일 발매  | 제22화:수험!, 제23화:방과 후!, 최종화:졸업식!               |
| 케이온!!9                               | 2011년 3월 16일 발매  | 번외편:기획 회의!, 번외편:방문!, 번외편:계획!               |
| 라이브 DVD / BD                         |                       |                                                             |
| 케이온! 라이브 이벤트 ~레츠 고!~        | 2010년 6월 30일 발매  | 본편 150분, 영상특전의 형식으로 비하인드 스토리 15분        |
| 케이온!! 라이브 이벤트 ~Come with Me!!~ | 2011년 8월 3일 발매   | 본편 200분, 120페이지 분량의 사진집                         |

#### 초회 한정판
- 초회 한정판은 Blu-ray Disc로만 발매된다.
- 제1기
  - 영상 특전으로서 각 권에 오리지널 B사이드 극장 《우라온!》이 있다. 1권에는 TBS의 프로그램에서 방영되었던 토요사키 아키(히라사와 유이 역)의 인터뷰를 편집하여 수록하였으며, 4권과 7권에는 각각 논크레딧 오프닝·엔딩 (1)과 (2)가 수록되었다.
  - 성우진과 스탭에 의한 음성 해설(오디오 코멘터리)
  - 캐릭터 프로필 카드, 특별 픽(plectrum), 사와코의 경음악부 갈아입히기 등의 각종 특전 동봉
  - 새로운 일러스트의 재킷, 디스크
  - 제7권의 사양으로 Blu-ray Disc 디스크 전 7권 수납용 상자
- 제2기
  - 영상 특전으로서 각 권에 오리지널 B사이드 극장 《우라온!!》이 있다. 또한 4권과 7권에는 각각 논크레딧 오프닝·엔딩 (1)과 (2)가 수록되었다.
  - 성우진과 스탭에 의한 음성 해설(오디오 코멘터리)
  - 일러스트 실물 크기 포스터
  - 오리지널 픽
  - 특별 스티커
  - 특별 필름 안내서

#### 영상 특전
초회 한정판에만 수록되고 있는 단편 애니메이션 형식의 특전이다. 특징으로는 엔딩 크레딧의 스탭 롤이 전부 히라가나로 표기된다는 점이 있다.
스탭 정보
- 각본: 요시다 레이코(1기 전체, 2기 5화~9화), 요코타니 마사히로(2기 1~4화)
- 그림: 교토 애니메이션
- 제작: 사쿠라고교 경음악부
- (C)카키후라이·호분샤/사쿠라고교 경음악부

각 화별 목록
각 화별 표기상의 차이를 나타내기 위해, ‘~짱’ 등의 일본어적 표기를 그대로 서술하였다. 또한 성우 캐스팅은 애니메이션과 같다.
| 수록된 권        | 부제                                                                                       | 캐스팅                                               |  | 수록된 권         | 부제 | 캐스팅                                                        |
| ---------------- | ------------------------------------------------------------------------------------------ | ---------------------------------------------------- |  | ----------------- | --- | ------------------------------------------------------------- |
| '우라온!'(제1기) | '우라온!'(제1기)                                                                           | '우라온!'(제1기)                                     |  | '우라온!!'(제2기) | '우라온!!'(제2기)                                                                                              | '우라온!!'(제2기)                                             |
| 케이온!1         | 유이가 궁금해하는 것 시리즈 - 첫 번째 - 무기짱 - 두 번째 - 미오짱 - 세 번째 - 릿짱         | - 유이 - 미오짱 - 릿짱 - 무기짱                      |  | 케이온!!1         | 다같이 점 - 첫 번째 - 꿈 점 - 두 번째 - 점의 결과는? - 세 번째 - 유이의 전생                                   | - 유이 - 미오 - 리츠 - 무기 - 아즈사 - 사와코 선생님          |
| 케이온!2         | 릿짱의 찍어버리겠어 시리즈 - 첫 번째 - 미오 - 두 번째 - 유이·무기·미오 - 세 번째 - 유이    | - 유이 - 미오 - 릿짱 - 무기                          |  | 케이온!!2         | 기념품 이야기 - 첫 번째 - 단골 품목 - 두 번째 - 제각각 - 세 번째 - 제목입니다                                  | - 유이 - 미오 - 리츠 - 무기 - 아즈사 - 사와코 선생님 - 노도카 |
| 케이온!3         | 미오의 팬티 - 첫 번째 - 스케치 해보자 - 두 번째 - 선물 - 세 번째 - 팬클럽                  | - 유이 - 미오 - 리츠 - 무기                          |  | 케이온!!3         | 형제·자매가 있다면 - 첫 번째 - 미오와 무기 - 두 번째 - 유이 - 세 번째 - 아즈사와코                             | - 유이 - 미오 - 리츠 - 무기 - 아즈사 - 사와코 선생님          |
| 케이온!4         | 꼬마 유이짱 - 첫 번째 - 크리스마…♥ - 두 번째 - 타이츠 - 세 번째 - 미아                     | - 유이 - 우이                                        |  | 케이온!!4         | 어렸을 적의 꿈 - 첫 번째 - 유이의 꿈 - 두 번째 - 노도카·리츠·미오·츠무기 - 세 번째 - 사와코의 꿈               | - 유이 - 미오 - 리츠 - 무기 - 아즈사 - 사와코 선생님 - 노도카 |
| 케이온!5         | 경음악부의 무인도 시리즈 - 첫 번째 - 와일드 - 두 번째 - 유이의 소리 - 세 번째 - 여름 밤의… | - 유이선배 - 미오선배 - 리츠선배 - 무기선배 - 아즈사 |  | 케이온!!5         | MC 콘테스트 - 첫 번째 - 제안 - 두 번째 - 그런 의미에서. - 세 번째 - 혼신을 다하여 - 네 번째 - 히어로는 나중에. | - 유이 - 미오 - 리츠 - 무기 - 아즈사                          |
| 케이온!6         | 동물 시리즈 - 첫 번째 - 유이는… - 두 번째 - 미오짱은… - 세 번째 - 무기짱은…                | - 유이 - 미오짱 - 릿짱 - 무기짱 - 아즈냥             |  | 케이온!!6         | 케이온! 3분 요리 - 첫 번째 - 나카노 선생님 - 두 번째 - 타이나카 선생님 - 세 번째 - 야마나카 선생님             | - 유이 - 미오 - 리츠 - 무기 - 아즈사 - 사와코 선생님          |
| 케이온!7         | 겨울…의 권 - 첫 번째 - 사인 - 두 번째 - 눈사람 - 세 번째 - 부교님                          | - 유이 - 미오 - 리츠 - 무기 - 아즈사                 |  | 케이온!!7         | 사쿠라가오카 가극단 - 경음부답게… - 뮤지컬 퓨어퓨어 하트 - 오페레타 카레 다음에 밥 - 시대극 붓펜 ~볼펜~        | - 유이 - 미오 - 리츠 - 무기 - 아즈사                          |
| -                | -                                                                                          | -                                                    |  | 케이온!!8         | 옛날 이야기 - 아즈사 개미와 유이 베짱이 - 유이 참새 - 아즈타로                                                 | - 유이 - 미오 - 츠무기 - 아즈사 - 준                          |
| -                | -                                                                                          | -                                                    |  | 케이온!!9         | 도와줘! 유이짱맨 - 실(seal) - 단팥 - 엄마 손이 약손 보너스 - 경음부 랩                                         | - 유이 - 미오 - 리츠 - 츠무기 - 아즈사                        |

#### 대한민국 발매
2010년 7월 30일 미라지 엔터테인먼트를 통해 《케이온!》이 발매되었다. 대한민국에 발매된 것은 DVD이므로, BD판에만 수록되었던 영상 특전은 수록되지 않았다. 한국어 자막을 내장하고 있으며, 7장의 DVD 디스크를 한 상자에 담아 판매하였다. 16페이지 분량의 해설집 또한 번역되어 제공되었다.

### CD
| 명칭                                                              | 노래                                    | 일본 내 발매일   |
| 주제가                                                            | 주제가                                  | 주제가           |
| ----------------------------------------------------------------- | --------------------------------------- | ---------------- |
| Cagayake!GIRLS (제1기 여는 곡)                                    | 사쿠라 고교 경음악부                    | 2009년 4월 22일  |
| Don't say "lazy" (제1기 닫는 곡)                                  | 사쿠라 고교 경음악부                    | 2009년 4월 22일  |
| GO! GO! MANIAC (제2기 여는 곡)                                    | 방과 후 티타임                          | 2010년 4월 28일  |
| Listen!! (제2기 닫는 곡)                                          | 방과 후 티타임                          | 2010년 4월 28일  |
| Utauyo!!MIRACLE (제2기 2번째 여는 곡)                             | 방과 후 티타임                          | 2010년 8월 4일   |
| NO,Thank You! (제2기 2번째 닫는 곡)                               | 방과 후 티타임                          | 2010년 8월 4일   |
| Unmei♪wa♪Endless! (극장판 삽입곡)                                 | 방과 후 티타임                          | 2011년 12월 7일  |
| Singing! (극장판 닫는 곡)                                         | 방과 후 티타임                          | 2011년 12월 7일  |
| 삽입곡                                                            |                                         |                  |
| 폭신폭신 타임                                                     | 사쿠라 고교 경음악부                    | 2009년 5월 20일  |
| 방과 후 티타임                                                    | 방과 후 티타임                          | 2009년 7월 22일  |
| Maddy Candy                                                       | DEATH DEVIL (야마나카 사와코)           | 2009년 8월 12일  |
| 퓨어퓨어 하트                                                     | 방과 후 티타임                          | 2010년 6월 2일   |
| 러브                                                              | DEATH DEVIL                             | 2010년 6월 23일  |
| 밥은 반찬/U&I                                                     | 방과 후 티타임                          | 2010년 9월 8일   |
| 방과 후 티타임 II                                                 | 방과 후 티타임                          | 2010년 10월 27일 |
| 방과 후 티타임 in MOVIE                                           | 방과 후 티타임                          | 2012년 1월 8일   |
| 사운드 트랙 등                                                    |                                         |                  |
| K-ON! ORIGINAL SOUND TRACK                                        | 사운드 트랙                             | 2009년 6월 3일   |
| TV 애니메이션 〈케이온!〉오피셜 밴드 하자!!                       | 사운드 트랙 & 밴드 스코어               | 2009년 9월 2일   |
| TV 애니메이션 〈케이온!〉오피셜 밴드 하자!! PART2                 | 사운드 트랙 & 밴드 스코어               | 2010년 3월 3일   |
| TV 애니메이션 〈케이온!!〉오피셜 〈밴드 하자!! ~Let's MUSIC!!~〉  | 사운드 트랙 & 밴드 스코어               | 2010년 5월 26일  |
| K-ON!! ORIGINAL SOUND TRACK Vol.1                                 | 사운드 트랙                             | 2010년 7월 21일  |
| TV 애니메이션 〈케이온!!〉오피셜 〈밴드 하자!! ~Let's MUSIC!!2~〉 | 사운드 트랙 & 밴드 스코어               | 2010년 9월 15일  |
| K-ON!! ORIGINAL SOUND TRACK Vol.2                                 | 사운드 트랙                             | 2010년 10월 6일  |
| TV 애니메이션 〈케이온!!〉오피셜 〈밴드 하자!! ~Let's MUSIC!!3~〉 | 사운드 트랙 & 밴드 스코어               | 2010년 12월 22일 |
| TV 애니메이션 〈케이온!!〉오피셜 〈밴드 하자!! ~Let's MUSIC!!4~〉 | 사운드 트랙 & 밴드 스코어               | 2011년 6월 15일  |
| K-ON! MOVIE ORIGINAL SOUND TRACK                                  | 사운드 트랙                             | 2011년 12월 21일 |
| 캐릭터 이미지 송                                                  |                                         |                  |
| 제1기 (케이온!)                                                   |                                         |                  |
| TV 애니메이션 〈케이온!〉 이미지 송 히라사와 유이                 | 히라사와 유이 (성우: 토요사키 아키)     | 2009년 6월 17일  |
| TV 애니메이션 〈케이온!〉 이미지 송 아키야마 미오                 | 아키야마 미오 (성우: 히카사 요코)       | 2009년 6월 17일  |
| TV 애니메이션 〈케이온!〉 이미지 송 타이나카 리츠                 | 타이나카 리츠 (성우: 사토 사토미)       | 2009년 8월 26일  |
| TV 애니메이션 〈케이온!〉 이미지 송 코토부키 츠무기               | 코토부키 츠무기 (성우: 코토부키 미나코) | 2009년 8월 26일  |
| TV 애니메이션 〈케이온!〉 이미지 송 나카노 아즈사                 | 나카노 아즈사 (성우: 타케타츠 아야나)   | 2009년 8월 26일  |
| TV 애니메이션 〈케이온!〉 이미지 송 히라사와 우이                 | 히라사와 우이 (성우: 요네자와 마도카)   | 2009년 10월 21일 |
| TV 애니메이션 〈케이온!〉 이미지 송 마나베 노도카                 | 마나베 노도카 (성우: 후지토 치카)       | 2009년 10월 21일 |
| 제2기 (케이온!!)                                                  |                                         |                  |
| TV 애니메이션 〈케이온!!〉 이미지 송 히라사와 유이                | 히라사와 유이 (성우: 토요사키 아키)     | 2010년 9월 21일  |
| TV 애니메이션 〈케이온!!〉 이미지 송 아키야마 미오                | 아키야마 미오 (성우: 히카사 요코)       | 2010년 9월 21일  |
| TV 애니메이션 〈케이온!!〉 이미지 송 타이나카 리츠                | 타이나카 리츠 (성우: 사토 사토미)       | 2010년 11월 17일 |
| TV 애니메이션 〈케이온!!〉 이미지 송 코토부키 츠무기              | 코토부키 츠무기 (성우: 코토부키 미나코) | 2010년 11월 17일 |
| TV 애니메이션 〈케이온!!〉 이미지 송 나카노 아즈사                | 나카노 아즈사 (성우: 타케타츠 아야나)   | 2010년 11월 17일 |
| TV 애니메이션 〈케이온!!〉 이미지 송 히라사와 우이                | 히라사와 우이 (성우: 요네자와 마도카)   | 2011년 1월 19일  |
| TV 애니메이션 〈케이온!!〉 이미지 송 마나베 노도카                | 마나베 노도카 (성우: 후지토 치카)       | 2011년 1월 19일  |
| TV 애니메이션 〈케이온!!〉 이미지 송 스즈키 준                    | 스즈키 준 (성우: 나가타 요리코)         | 2011년 1월 19일  |
| 라디오 CD                                                         |                                         |                  |
| 〈라지온!〉스페셜! Vol.1                                          | 라디오 CD                               | 2010년 2월 24일  |
| 〈라지온!〉스페셜! Vol.2                                          | 라디오 CD                               | 2010년 3월 17일  |
| 라이브 CD                                                         |                                         |                  |
| 《케이온! 라이브 이벤트 ~레츠 고!~》 LIVE CD!                     | 라이브 CD                               | 2011년 11월 16일 |
| 《케이온!! 라이브 이벤트 ~Come with Me!!~》 LIVE CD!              | 라이브 CD                               | 2011년 11월 16일 |

스페셜 CD 〈내 사랑은 호치키스〉 제2기 1화 ‘고3!’버전
2010년 10월 27일에 발매된 방과 후 티타임 II과 11월 17일에 발매된 〈케이온!!5〉 Blu-ray Disc(또는 DVD) 두 상품을 모두 구입한 소비자 중에서 추첨으로 10,000명에게 배송될 예정이었으나, 2011년 도호쿠 지방 태평양 해역 지진의 영향으로 당첨자의 생사 확인 및 물품 발송의 확인이 어렵기 때문에 응모자 전원에게 배송하는 것으로 결정되었다.

### 게임
일반 게임
케이온! 방과후 라이브!!
2010년 9월 30일에 PSP에서 구동 가능한 리듬 액션 게임으로 발매되었다. 제작사는 세가. PSP의 기능으로 네트워크에 연결할 시에는 총 5명까지 동시에 참여할 수 있으며, '방과 후 티타임'의 캐릭터 별 파트를 분배받아서 밴드와 같은 형식으로 즐길 수 있다.
트레이딩 카드 게임
무빅과 엔스카이가 공동 제작하는 TCG 프로젝트 '영어: Precious Memories(일본어: プレシャスメモリーズ)'의 제1탄으로, 2010년 5월 28일 발매되었다.

### 식품
무기짱의 눈썹
2010년 2월에 토카이 츠케모노로부터 발매된 단무지.
‘무기짱’으로 불리는 코토부키 츠무기의 눈썹이 굵고, 색이나 형태도 단무지와 닮았다고 하는 설정으로부터 탄생하였다. 발매 초기의 패키지는 츠무기의 메이드 모습이 인쇄되어 있었으나, 후에 제복 차림으로 갱신되었다. 공식 라이센스 또한 취득하고 있다.
복숭아 밀피유 파이 등
2010년 7월 20일, 세븐&아이·푸드 시스템즈와 데니즈의 협력 기획으로서 판매 시작.
‘방과 후 티타임’ 멤버들의 추천이라고 하는 설정으로, 다수의 상품들의 맛과 향기를 멤버 5명의 이미지와 일치시키고 있다.
로손 한정 오리지널 상품
2010년 11월 9일부터 같은 달 29일까지, 로손과의 협력 기획에 의해 판매되었다.
〈케이온!! 잼 빵〉, 〈케이온!! 야키소바 빵〉, 〈푹신푹신 시간 솜사탕 - 딸기 쇼트케이크 맛〉, 〈캐러멜 콘 - 카스타드 푸딩 맛〉, 〈쁘띠 슈 캐러멜 러스크〉, 〈케이온!! 껌이 들어 있는 미니 케이스〉, 〈케이온!! 초콜릿 스낵〉, 〈방과 후 코코아〉 총 8개의 상품을 판매하였다. 또한 이와 함께, 대상의 과자를 2개 살 때마다 6가지(유이·미오·리츠·츠무기·아즈사·부원 전원)의 비매품 클리어 파일 중에서 좋아하는 것 1매를 증정하는 캠페인을 실시하였다. 하지만 판매 첫날 전국에서 빵 외의 상품이 완매되면서, 클리어 파일 배포를 끝내버린 점포가 많이 나왔다.
씻어서 나온 쌀 〈밥은 반찬〉
2010년 11월 하순부터 토요 라이스에서 판매하였다.
‘모에 미노리’가 436g 단위로 8봉지로 되어있으며 이외에 HTT 로고가 삽입된 계량 컵, 유이의 일러스트 등이 특전으로서 같이 배송된다.

### 이벤트
애니메이션·페스티벌·아시아
2009년 11월 21일, 22일에 싱가포르에서 개최된 이벤트 “애니메이션·페스티벌·아시아”(AFA)에 주연 성우들 이 출연하여, 라이브 애프터레코딩이나 질문을 받는 시간을 가졌다.
TV 애니메이션 《케이온!》 라이브 이벤트 ~레츠 고!~
2009년 12월 30일에 요코하마 아레나에서 개최된 라이브 이벤트. 이 작품의 수록곡에 관련된 뮤지션들로 이루어진 백 밴드와 주요 캐릭터 성우 8명이 출연하였다. 일부 곡(‘내 사랑은 호치키스’, ‘푹신푹신 시간’)은 성우들이 직접 연주하였다. 2010년 6월 30일에 이를 담은 DVD와 Blu-ray Disc가 발매되었다.
TV 애니메이션 《케이온!!》 라이브 이벤트 ~Come with Me!!~
2011년 2월 20일에 사이타마 슈퍼 아레나에서 개최된 라이브 이벤트. 이 작품의 수록곡에 관련된 뮤지션들로 이루어진 백 밴드와 주요 캐릭터 성우 10명이 출연하였다. 이전의 이벤트와 바찬가지로 일부 곡은 성우들이 직접 연주하였다.
기타 이벤트
2009년 9월 21일에, 사쿠라고의 모델인 토요사토 초등학교에서 소규모 라이브가 개최되었다.

## Web 라디오
2009년 2월 9일부터 애니메이션에 앞서 공식 사이트에서 《라지온!》(일본어: らじおん!)이라는 제목으로 방송 개시. 퍼스널리티는 토요사키 아키, 히카사 요코, 사토 사토미, 코토부키 미나코.

애니메이션 2기 방송 시작 후, 웹 라디오 또한 《라지온!!》(일본어: らじおん!!)이라는 제목으로 2기 방송 개시. 퍼스널리티는 토요사키 아키, 히카사 요코, 사토 사토미, 코토부키 미나코, 타케타츠 아야나.

## 수상 경력
제1기
- “레코초크 어워드” 2009년 상반기 최우수 신인상 - 사쿠라 고교 경음악부
- 제14회 “애니메이션 코베상” 주제가상(라디오 칸사이상) - “Don't say "lazy"”
- 닛케이MJ “2009년 히트 상품 순위” 2위
- “도쿄 국제 애니메이션 페어 2010” · 제9회 “도쿄 애니메이션 어워드” TV 부문 우수상
- 제24회 “일본 골드 디스크 대상” 특별상
- 키네마 준포사 “DVD of the Year 2009” 최우수 TV 애니메이션·OVA상
- 제4회 “성우 어워드” 가창상 - 방과 후 티타임
- 아니메주 제32회 “애니메이션 그랑프리”
  - 작품 부문 그랑프리 - 케이온!
  - 부제 부문 그랑프리 - 최종회 ‘경음!’
  - 여성 캐릭터 부문 그랑프리 - 히라사와 유이
  - 성우 부문 그랑프리 - 토요사키 아키
  - 애니메이션 음악 부문 그랑프리 - “Don't say "lazy"”

제2기
- 제15회 “애니메이션 코베상” 작품상 TV 부문
- “도쿄 국제 애니메이션 페어 2011” · 제10회 “도쿄 애니메이션 어워드”
  - TV 부문 우수작품상
  - 개인 부문 성우상 - 토요사키 아키
- 닛케이 엔터테인먼트! Hit maker of the year 2011 - 야마다 나오코
- 키네마 준포사 제1회 비디오점포 대상 특별상 TVA·OVA 부문
- 아니메쥬 제33회 “애니메이션 그랑프리”
  - 부제 부문 그랑프리 - 최종회 ‘졸업식!’
  - 여성 캐릭터 부문 그랑프리 - 히라사와 유이

## 같이 보기
- TBS 계열 애니메이션

## 생일들
히라사와 유이 11월 27일
아키야마 미오 1월 15일
타이나카 리츠 8월 21일
코토부키 츠무기 7월 2일
나카노 아즈사 11월 11일